# ビーチャム準男爵
ランカスターのパラティン伯領におけるハイトンのパリッシュにおけるユーアンズヴィルのビーチャム準男爵（Beecham Baronetcy, of Ewanville in the Parish of Huyton in the County Palatine of Lancaster）は、イギリスの準男爵位。1914年7月17日に錠剤製造業の実業家ジョゼフ・ビーチャムが叙位されたのにはじまる。その息子の2代準男爵トマス・ビーチャムは著名な指揮者であり、1932年にロンドン・フィルハーモニー管弦楽団を創設した。現在の当主はその孫であるロバート・ビーチャムだが、彼は継承者であると証明できていないため、準男爵公式名簿では休止(Dormant)とされている。詳細はリンクを参照。

## ユーアンズヴィルのビーチャム準男爵 (1914)
- 初代準男爵サー・ジョゼフ・ビーチャム（英語版） (1848–1916)
- 2代準男爵サー・トマス・ビーチャム (1879–1961)
- 3代準男爵サー・エイドリアン・ウェルズ・ビーチャム (1904–1982)
- 4代準男爵(推定)ジョン・ストラトフォード・ローランド・ビーチャム (1940–2011)
- 5代準男爵(推定)ロバート・エイドリアン・ビーチャム (1942-)
  - 法定推定相続人は現当主の息子マイケル・ジョン・ビーチャム (1972-)